# Onderscheidingen in Schwarzburg-Rudolstadt
Het kleine Thüringse vorstendom Schwarzburg-Rudolstadt heeft enkele ridderorden en enige andere decoraties en medailles gekend.
Ridderorden
- De Damen-Orden
- De Concordiën-Orden
- Het Vorstelijk Schwarzburgs Erekruis

Eretekens
- De Gouden Medaille voor Verdienste voor Kunst, Wetenschap, Handel, Nijverheid en Landbouw
- De Zilveren Medaille van Dankbetuiging
- De Dienstmedailles
- Het Herinneringskruis 1814 - 1815
- De Eremedaille voor Oorlogsverdienste 1870
- De Medaille van Verdienste met de gesp 1870, in goud, zilver en brons.
- Het Kruis voor Officieren na 20 jaar Dienst
- Het Kruis voor Onderofficieren na 25 jaar Dienst
- De Medaille voor Onderofficieren na 16 jaar Dienst
- De Medaille voor Soldaten na 9 Dienstjaren

De gezamenlijke onderscheidingen van de na 1909 in personele unie verbonden vorstendommen Schwarzburg-Rudolstadt en Schwarzburg-Sondershausen
- De Orde van Verdienste voor Kunst en Wetenschap (1912)
- De Zilveren Medaille voor Verdienste in de Oorlog (1914)
- Het Anna-Luise Teken van Verdienste (1918) (Anna-Luisen-Verdienstzeichen)

In 1918 viel de monarchie en in 1919 werd de Vrijstaat Schwarzburg-Rudolstadt gesticht, die reeds in 1920 opging in de vrijstaat Thüringen. Deze vrijstaat heeft geen onderscheidingen gekend.